# Idiot
To je članek o stopnji duševne manjrazvitosti. Za znan roman Dostojevskega glej Idiot (Dostojevski).
Idiot je sinonim za duševno manj razvitega človeka. V medicini in psihologiji 19. in zgodnjega 20. stoletja je izraz označeval osebo z inteligenčnim kvocientom pod 25. V strokovnem izrazju se »idiot« danes ne uporablja več.